# کشتی در المپیک تابستانی ۲۰۰۴ – ۵۵ کیلوگرم فرنگی مردان
کشتی فرنگی ۵۵ کیلوگرم مردان در بازی‌های المپیک تابستانی ۲۰۰۴ در برنامه کشتی از تاریخ ۲۴ تا ۲۵ اوت در تالار المپیک آنو لیوسیا برگزار شد.